# Innere Mission München
Die Diakonie München und Oberbayern – Innere Mission München e. V. (bis Oktober 2020: Innere Mission München – Diakonie in München und Oberbayern e. V.) ist ein Diakonieunternehmen mit mehreren gemeinnützigen Tochtergesellschaften: Hilfe im Alter, Evangelisches Hilfswerk München sowie die diakonia Dienstleistungsbetriebe. Die Unternehmensgruppe in den Geschäftsbereichen München und Herzogsägmühle unterhält in München und Oberbayern mehr als 200 Hilfeeinrichtungen: Kindertagesstätten, Alten- und Pflegeheime, Beratungsstellen für Flüchtlinge und Asylsuchende, Einrichtungen der Straffälligenhilfe, sozialpsychiatrische Tagesstätten, Wohnungsloseneinrichtungen WfB, Einstiegshilfen, Schulen und Beschäftigungsprojekte. Die Innere Mission München und ihre operativen gemeinnützigen Tochtergesellschaften sind Mitglied des Diakonischen Werks Bayern und des Diakonischen Werks der Evangelischen Kirche Deutschland.

## Geschichte
Am 26. März 1884 gründete der Münchner Stadtdekan Karl Buchrucker den „Verein für Innere Mission in München“. Zur selben Zeit breitet sich im Deutschen Kaiserreich der Gedanke der Inneren Mission aus. Sie soll den Menschen eine religiöse Heimat geben und damit moralischen Halt. Der Fokus des neu gegründeten Vereins liegt zunächst auf der sittlichen Unterweisung der Menschen durch Volksbildung, Kinder- und Jugendfürsorge und Angebote für Obdachlose und Arme.
1890 errichtet der Münchner Verein als erste Einrichtung die „Kinderbewahranstalt“ in der Blutenburgstraße – ein Heim für Waisenkinder und verwahrloste Kinder. 1898 folgt die sogenannte „Sommerfrische“ für Stadtkinder im Lindenhof im Murnauer Moos. 1903 erwirbt das Sozialwerk in der Mathildenstraße 6 sein erstes Vereinshaus. Das Löhe-Haus in der Blutenburgstraße wird 1912 eingeweiht.
Nach dem Ersten Weltkrieg intensivierte der Verein die Evangelische Jugendhilfe, die unter anderem Kindererholung, Erziehungsberatung und Vormundschaften anbietet. Außerdem widmet er sich – wegen der zunehmenden Geldentwertung – der Wohlfahrtspflege für Obdachlose und Arbeitssuchende. Es gibt kostenlose Armenspeisungen; Wärmestuben werden eingerichtet, Kohle und Kleider an Bedürftige verteilt.
In der Zeit des Nationalsozialismus wurden ab 1933 Einrichtungen in die Volkswohlfahrt eingegliedert; andere Dienste, wie zum Beispiel die Bahnhofsmission, werden ganz verboten. Ein Sammlungsverbot schädigte den Verein finanziell. Bomben trafen viele Einrichtungen. Während sich der Verein dem Regime gegenüber bedeckt hielt, um die eigene Arbeit nicht zu gefährden, setzte sich der Erste Vereinsgeistliche Friedrich Hofmann für „nichtarische Christen“ ein. Ab 1939 war Johannes Zwanzger als Vertrauensmann des Büro Grüber tätig.
Die Innere Mission widmet sich nach Kriegsende auch den zahlreichen Flüchtlingen aus den Ostgebieten, bietet warme Mahlzeiten in Volksküchen an und hilft mit Kleider- und Lebensmittelspenden.
Rasch beginnt der Wiederaufbau der zerstörten Gebäude. Darüber hinaus wird 1946 das Diakoniedorf Herzogsägmühle dem Verein übertragen. Alten- und Kinderheime werden angemietet; die Stadtmission, die Mitternachtsmission (die heutige Prostituiertenberatung) und die Gefangenenfürsorge nehmen 1950 ihre Arbeit auf.
Zu den Aufgabengebieten kamen später die Betreuung von Frauen, die Beratung von Gastarbeitern und die Stadtteilsozialarbeit. An der Fachschule für Altenpflege (heute: Evangelische PflegeAkademie) beginnen die ersten jungen Menschen ihre Ausbildung.
In Folge der Wirtschaftskrise der 80er Jahre kümmert sich der Verein besonders um Arbeitslose, Obdachlose und, zur Umsetzung der Psychiatrischen Enquete von 1975, um psychisch Kranke. In den folgenden Jahren gründet er außerdem das Internationale Jugendzentrum Haidhausen, das Internationale Mütterzentrum (heute Treffpunkt Familie International) und ruft einen Sozialdienst für Flüchtlinge ins Leben.
In den 90er Jahren expandiert das Sozialunternehmen in allen Bereichen: Es wird Träger von mehreren Kindertagesstätten, in der Altenhilfe entstehen Einrichtungen für Betreutes Wohnen, Diakoniestationen und Pflegeheimen. Im Bereich der Migrationsdienste betreut die Innere Mission in zahlreichen Aufnahmeeinrichtungen Flüchtlinge und Asylbewerber.
1995 rief der Verein gemeinsam mit dem evangelischen Dekanatsbezirk die gemeinnützige diakonia Dienstleistungsbetriebe GmbH ins Leben. 2003 wird die Abteilung „Gefährdetenhilfe“ als Tochterunternehmen mit dem Namen Evangelisches Hilfswerk München gGmbH ausgegründet. Im Jahr 2005 entstanden dann die Hilfe im Alter gGmbH und die Hauswirtschafts- und Service GmbH.

## Organisation

### Innere Mission München – Diakonie in München und Oberbayern e. V.
Der Vorstand besteht aus Vorstandssprecherin Andrea Betz, Finanzvorstand Hans Rock und der Vorständin für Personal und Bildung, Ulrike Stühmeyer-Pulfrich.
Von 2020 bis 2022 war Pfarrer Thorsten Nolting Vorstandssprecher. Im Zusammenhang mit seiner Tätigkeit wurden Mitte September 2021 Vorwürfe wegen übergriffigen Verhaltens erhoben und bei der Fachstelle für den Umgang mit sexualisierter Gewalt in der Kirche in Bayern gemeldet. Eine externe Kanzlei wurde mit der Untersuchung der Vorwürfe beauftragt und führte ab Anfang August 2022 rund 40 Einzelinterviews mit früheren und aktuellen Mitarbeitenden der Diakonie. Nach Bekanntwerden der Vorwürfe der Grenzüberschreitung forderte der evangelische Landesbischof Bedford-Strohm eine „lückenlose und transparente“ Aufklärung und begrüßte, dass eine unabhängige Kanzlei mit der Aufklärung der Vorgänge beauftragt wurde: „Wo tatsächlich Übergriffe stattgefunden haben, gibt es Null Toleranz.“ Die beauftragte Kanzlei sah im Untersuchungsbericht den Vorwurf einer körperlichen Grenzüberschreitung des Pfarrers als bestätigt an. Er wurde deshalb vom Aufsichtsrat mit sofortiger Wirkung beurlaubt.
Im November 2022 hat die Evangelische Kirche im Rheinland (EKiR) das Disziplinarverfahren gegen Nolting eingestellt: „Es wurde keine Amtspflichtverletzung nachgewiesen.“
Als Reaktion auf den Vorgang hat die Diakonie München und Oberbayern im Januar 2023 einen Leitfaden „Zum Umgang mit sexualisierter Gewalt zwischen Beschäftigten.“ erarbeitet. Im Juli 2023 starte die Diakonie München und Oberbayern Pflichtschulungen ihrer etwa 700 Führungskräfte zum „Umgang mit sexualisierter Gewalt zwischen Beschäftigten“.
Dem Geschäftsbereich Herzogsägmühle stand bis zu seinem Ausscheiden Wilfried Knorr vor. Als beratendes und überwachendes Gremium steht dem Vorstand ein Aufsichtsrat mit 13 Mitgliedern zur Seite. Erster Vorsitzender ist Peter Gleue, der Andreas Bornmüller abgelöst hat. Zweite Aufsichtsratsvorsitzende ist Isabel Gocke. Die Unternehmensgruppe beschäftigt rund 5.000 hauptamtliche sowie ca. 2.500 ehrenamtliche Mitarbeitende.

### Bezirksstelle des Diakonischen Werks Bayern
Der Verein verantwortet zugleich die Vereinsarbeit des Diakonischen Werks Bayern im Ev.-Luth. Dekanatsbezirk München. Ihre Aufgabe ist es, die Arbeit diakonischer Rechtsträger im Dekanatsbezirk zu koordinieren und die gesamtdiakonischen Interessen gegenüber den kommunalpolitischen Ebenen zu vertreten. Außerdem artikuliert sie die Interessen der etwa 80 Münchner Rechtsträger im Dekanatsbezirk München. Zur Vertretungsarbeit gehören die Beteiligung an der Arbeitsgemeinschaft der freien Wohlfahrtsverbände auf Münchner Ebene, an der Arbeitsgemeinschaft der öffentlichen und freien Wohlfahrtspflege, die Repräsentanz im Kinder- und Jugendhilfeausschuss sowie im Sozialhilfeausschuss der Landeshauptstadt München, im Landkreis München und im Landkreis Dachau. Leiterin der verbandlichen Bezirksstellenarbeit ist Vorständin Andrea Betz.
Die Innere Mission München hat es sich zum Ziel gesetzt, allen Menschen unabhängig von Lebenssituation, Herkunft, Weltanschauung, Religion, Hautfarbe oder Geschlecht Hilfe anzubieten. Im Leitbild heißt es dazu: „Als Geschöpf Gottes hat jeder Mensch eine unverlierbare Würde, die wir achten und pflegen.“

#### Abteilung Kindertagesbetreuung
- Kindertageseinrichtungen
- Evangelische Fachakademie für Sozialpädagogik

#### Abteilung Kinder-, Jugend- und Familienhilfe
- Evangelische Kinder- und Jugendhilfe Feldkirchen
- Evangelischer Jugendhilfeverbund München
- Ambulante Erziehungshilfen
- Betreute Wohngruppen für Kinder- und Jugendliche
- Heilpädagogische Tagesstätten
- Internationales Jugendzentrum Haidhausen
- Betreuungsverein der Inneren Mission München (BIMM)

#### Abteilung Gesundheit
- Beratung und Wohnangebote für Menschen mit Epilepsie
- Beratung und Wohnangebote für Menschen mit Schädel-Hirn-Verletzungen

#### Abteilung Hilfen für Flüchtlinge, Migration und Integration
- Fachdienste für Migration und Integration
- Sozialdienste für Flüchtlinge und Asylsuchende
- Erstaufnahme für unbegleitete minderjährige Flüchtlinge
- Treffpunkt Familie International (Familienberatung)

#### Abteilung Sozialpsychiatrie
- Sozialpsychiatrische Dienste mit Beratung
- Psychiatrische Tagesstätten
- Betreutes Wohnen

#### Hilfe im Alter gGmbH
- Zehn Alten- und Pflegeheime mit rund 1.400 Plätzen
- Drei Diakoniestationen
- Offene Altenarbeit
- Evangelische PflegeAkademie

#### Evangelisches Hilfswerk München gGmbH
- Evangelischer Beratungsdienst für Frauen
- Wohnungslosenhilfe für Männer
- Streetwork
- Evangelische Straffälligenhilfe
- Schuldner- und Insolvenzberatung
- Beratung für Frauen und Männer in der Prostitution
- Evangelische Bahnhofsmission
- Fachambulanz für Sexual- und Gewaltstraftäter
- Beratung für wohnungslose Migranten aus Süd- und Südosteuropa

#### diakonia Dienstleistungsbetriebe gGmbH
- Arbeitslosenberatung
- Qualifizierungsprojekte für div. Zielgruppen (im Besonderen Frauen mit geringer Berufserfahrung)
- diverse Beschäftigungs- und Qualifizierungsformen in marktorientierten Betrieben (Secondhand, Hauswirtschaft für Kitas, Gastronomie, Malerfachbetrieb, Tonerkartuschen-Recycling)
- kaufhaus diakonia secondhand sowie weitere Secondhand-Läden mit unterschiedlichem Konzept in München und Ebersberg
- Textilsortierung und Logistik

#### Bezirksstellenarbeit
- Kirchliche Allgemeine Sozialarbeit
- InterKulturelle Akademie

## Finanzierung
Die Innere Mission München – und ihre Tochtergesellschaften – finanzieren sich überwiegend durch die Entgelte Für Leistungen, gemäß der Sozialgesetzbücher I–XII. Des Weiteren tragen Zuschüsse Öffentlicher Gebietskörperschaften und weiterer Institutionen dazu bei, die Hilfeangebote aufrechtzuerhalten. Die Evangelisch-Lutherische Kirche in Bayern finanziert die Bezirksstelle, die kirchliche Allgemeine Sozialarbeit (KASA) und bezuschusst einzelne Arbeitsbereiche wie z. B. die Hilfen für Flüchtlinge. Insgesamt betrug der Umsatz der Unternehmensgruppe im Jahr 2018 mehr als 265 Mio. €.

## Karl-Buchrucker-Preis
Seit 2001 vergibt der Verein einmal im Jahr den Karl-Buchrucker-Preis für Veröffentlichungen, die sich in besonderer Weise mit sozialen und diakonischen Themen beschäftigen. Der Preis ist mit insgesamt 11.000 Euro dotiert. Die Schirmherrschaft hatte bis zu seinem Tod Bundespräsident a. D. Roman Herzog übernommen.